# Kebele (patak)
A Kebele-patak (szlovénül: Kobiljski potok vagy Kobiljanski potok) Szlovénia északkeleti és Magyarország nyugati részén folyik keresztül. A patak 33 km hosszú, melyből 24 kilométernyi Szlovéniában található. A Kebele-patak a 391 méter magas Kamenek-hegyből fakad, majd keresztülfolyik Kebeleszentmártonon, aztán áthalad a szlovén-magyar határon és innentől, mintegy 10 kilométeres szakaszon magyar földön folytatja útját. Ezután visszakanyarodik Szlovénia felé és végül balról a Lendva-patakba torkollik. A Kebele a Lendva-patak leghosszabb mellékvize.
A Kebele-patakon időnként a hirtelen lezúduló nagyobb mennyiségű csapadék komolyabb árhullámokat indít el. Az elmúlt évek nagyobb árhullámai 1998-ban és 2005-ben alakultak ki. A víz ezen pusztításait megelőzendő, árvíztározót hoztak létre a patakon, mely Zalaszombatfa, Belsősárd és Resznek települések között található. A tározó 272 hektáros területen fekszik és 2,7 millió köbméter víztérfogattal rendelkezik. A tározó vizét egy 5,5 kilométer hosszú völgyzáró gát fogja fel. Az építkezés 626 millió forintos költségeit Szlovénia és Magyarország közös pénzből finanszírozta.

## Elnevezése
A patakot már egy 1208-ban írt forrás is megemlíti aguam Kobula néven. 1236-ban Kebela néven, 1329-ben Kebelie, 1338-ban Kebele néven említik. A patak szlovén elnevezése a szláv kobyla 'mare kifejezés egy változata. A patak jelenlegi szlovén neve Kobilje (Kebeleszentmárton) nevének megváltoztatásával jött létre. Ugyanakkor középkori forrásokban a patak neve Kobilja, melynek jelentése víz, amelyről később a települést is elnevezték.

## Árvizei
A patak a 2014 szeptemberében kialakult erősen csapadékos időjárás miatt kilépett a medréből és emiatt megközelíthetetlenné vált Zalaszombatfa.

## Élővilág
A Kebele-patak magyarországi szakaszán elsősorban keszegfélék, pontyfélék élnek a patak vizében, melyek engedéllyel horgászhatóak is. A patakban élő védett halfajok a következők: a nyúldomolykó, a fürge cselle, a sujtásos küsz, halványfoltú küllő, szivárványos ökle, a kövi- és a vágócsík.

## Fordítás
- Ez a szócikk részben vagy egészben  a   Kobilje Creek című angol Wikipédia-szócikk ezen változatának fordításán alapul.  Az eredeti cikk szerkesztőit annak laptörténete sorolja fel. Ez a jelzés csupán a megfogalmazás eredetét és a szerzői jogokat jelzi, nem szolgál a cikkben szereplő információk forrásmegjelöléseként.